# Nefise Hatun
Nefise Hatun, Nefise Sultan, Nefise Melek Hatun, nebo  Nefise Melek Sultan Hatun (1363–1400) byla osmanská princezna. Byla dcerou sultána Murada I.
Provdala se za prince Alaeddina Aliho z Karamanu, který byl rivalem rostoucí Osmanské říše. Stala se matkou příštího vládce Karamanu, Mehmeda II. z Karamanu, který si pak vzal Incu Hatun, dceru sultána Mehmeda I.